# Richie Malone
Richie Malone (* 18. března 1986 Dublin) je irský rockový hudebník, od roku 2016 člen skupiny Status Quo. Narodil se 18. března 1986 v Ballybracku v jižním Dublinu.

## Kariéra
Od roku 2000 byl frontmanem kapely RAID. Byl velkým fanouškem Ricka Parfitta ze skupiny Status Quo, jehož herní styl napodoboval. S členy skupiny Status Quo se několikrát setkal v backstagi. Když Rick Parfitt po koncertě v Turecku v červnu roku 2016 prodělal infarkt, tak ho skupina pozvala, aby za Parfitta zaskočil během dvou letních koncertů jejich tour "Accept No Substitute". Zbytek koncertů letního tour odehrál syn basisty Johna Edwardse Freddie, On se ke skupině vrátil až během jejich zimního tour "Last Night Of The Electrics". Rick Parfitt po zotavení z infarktu se ke skupině již nevrátil, protože dal přednost sólové práci. Když 24. prosince 2016 zemřel, Richie Malone se stal plnohotnotným členem a rytmickým kytaristou skupiny Status Quo. V roku 2019 se poprvé podílel na studiovém albu skupiny s názvem Backbone, na kterém se podílel i jako autor skladby "Get Ouf of My Head" a bonusové skladby "Face the Music".

## Soukromý život
Se svou partnerkou Jessicou má tři dcery. Mezi jeho koníčky patří běhání, plavání, pamětihodnosti a podpora fotbalového klubu Chelsea FC. V čase, kdy není na turné se skupinou, pracuje jako projektový inženýr ve firmě integrující audio/vizuální systémy.

## Vybavení
Na turné používá tři kytary typu telecaster. Jeho hlavní kytarou je Fender Telecaster s jeho vlastním designem pojmenovaným "AC Cobra". Mezi kytary, které vlastní patří i replika Parfittova telecastru, kterou mu věnoval jeho otec Karl jako narozeninové překvapení.